# André Besançon
André Besançon, né en 1946, est un musicien, trompettiste, compositeur, arrangeur et chef d'orchestre vaudois.

## Biographie
André Besançon naît à Lausanne en 1946 et y effectue ses études de trompette au Conservatoire. Son goût pour la musique se développe véritablement à l'occasion d'un concours de circonstances, même si son père jouait dans une fanfare. En effet, lors de la rénovation des orgues de l'église Saint-Jean à Lausanne, paroisse de la famille Besançon, le pasteur demande à quatre adolescents de douze ou treize ans, membres de la Fanfare des Collèges lausannois, de former un petit quatuor de cuivres pour animer les cultes. C'est la naissance du Quatuor Saint-Jean, qui réunit, outre André Besançon, de futurs grands musiciens, Mario Alberti, Jean-François Bovard et Jean-Pierre Beltrami. Les quatre musiciens progressent rapidement en écriture en composant des petites choses pour leur quatuor et en les essayant. De fait, durant la fin de ses études, il compose une remarquable série d’œuvres pour cuivres, à l'intention de l'Ensemble de cuivres du Conservatoire de Lausanne (1965-1968) ; il continue durant toute sa carrière à arranger ou composer des œuvres pour divers ensembles.
André Besançon est engagé très rapidement, dès l'obtention du diplôme de musicien d'orchestre, entre 1967 et 1969, à l'Orchestre symphonique de Saint-Gall (2e trompette) puis, de 1969 à 2006, à l'Orchestre de chambre de Lausanne (OCL) (2e trompette). Il succède à Roger Vollet à la tête de l'Ensemble romand d'instruments de cuivre (ERIC) en 1977 et jusqu'en 1988, ensemble lié à la Radio suisse romande, et s'attache bientôt à transformer ce brass band en un ensemble qui puisse aborder un répertoire classique. Dans la lignée de cette expérience, il fonde en 1985 et assure la direction artistique du Collège des Cuivres de Suisse romande (CCSR), pour lequel il écrit et arrange des œuvres diverses. Parmi ses œuvres éditées, il faut mentionner ses Quinze études éclectiques pour trompette (Paris, Billaudot, 1971), ses 70 études progressives en deux volumes pour la trompette (Billaudot, 1974, 1986), des pièces diverses comme Philosolo (éditions BIM, 2007) et Spot (Billaudot, 1972), ses Variations sur canapé pour trombone et piano (éditions BIM, 2008), ainsi que son Cours classique et graduel d'ensemble instrumental et Le petit cortège pour orchestre d'harmonie, les deux parus aux éditions Robert Martin. En parallèle, André Besançon développe une carrière d'enseignant, en particulier au Conservatoire de Lausanne, où il travaille de 1987 à 2011. Il enseigne également dans diverses institutions de Suisse romande, comme l’École de musique de Mollens en 2006 ou l’École de musique de la vallée de Joux, où il est responsable de la classe de trompette depuis 1974 et durant plus de trente ans, jusqu'à 2011.
André Besançon vit à Préverenges (VD).

## Sources
- « André Besançon », sur la base de données des personnalités vaudoises sur la plateforme « Patrinum » de la Bibliothèque cantonale et universitaire de Lausanne.
- sites et références mentionnés
- selon informations du musicien
- Jaccottet, Georges, Le Conservatoire de musique de Lausanne (1861-1986), Lausanne, Bibliothèque historique vaudoise, 1986
- Künzi, Raynald, "La musique sera fêtée en commun", 24 Heures, 2007/03/14, p. 27
- System, "Anniversaire en musique", 24 Heures, 2005/12/09, p. 25
- Bloesch, "Un petit conservatoire sans fausse note", 24 Heures, 2006/11/20, p. 23
- Maendly, Vi, "Ensembles variés au temple de la musique", 24 Heures, 2007/03/19, p. 23.